# Noms du Vietnam
 (septembre 2021).
La mise en forme du texte ne suit pas les recommandations de Wikipédia : il faut le « wikifier ».
Les points d'amélioration suivants sont les cas les plus fréquents. Le détail des points à revoir est peut-être précisé sur la page de discussion.
- Les titres sont pré-formatés par le logiciel. Ils ne sont ni en capitales, ni en gras.
- Le texte ne doit pas être écrit en capitales (les noms de famille non plus), ni en gras, ni en italique, ni en « petit »…
- Le gras n'est utilisé que pour surligner le titre de l'article dans l'introduction, une seule fois.
- L'italique est rarement utilisé : mots en langue étrangère, titres d'œuvres, noms de bateaux, etc.
- Les citations ne sont pas en italique mais en corps de texte normal. Elles sont entourées par des guillemets français : « et ».
- Les listes à puces sont à éviter, des paragraphes rédigés étant largement préférés. Les tableaux sont à réserver à la présentation de données structurées (résultats, etc.).
- Les appels de note de bas de page (petits chiffres en exposant, introduits par l'outil «  Source ») sont à placer entre la fin de phrase et le point final[comme ça].
- Les liens internes (vers d'autres articles de Wikipédia) sont à choisir avec parcimonie. Créez des liens vers des articles approfondissant le sujet. Les termes génériques sans rapport avec le sujet sont à éviter, ainsi que les répétitions de liens vers un même terme.
- Les liens externes sont à placer uniquement dans une section « Liens externes », à la fin de l'article. Ces liens sont à choisir avec parcimonie suivant les règles définies. Si un lien sert de source à l'article, son insertion dans le texte est à faire par les notes de bas de page.
- La présentation des références doit suivre les conventions bibliographiques. Il est recommandé d'utiliser les modèles {{Ouvrage}}, {{Chapitre}}, {{Article}}, {{Lien web}} et/ou {{Bibliographie}}. Le mode d'édition visuel peut mettre en forme automatiquement les références.
- Insérer une infobox (cadre d'informations à droite) n'est pas obligatoire pour parachever la mise en page.

Pour une aide détaillée, merci de consulter Aide:Wikification.
Si vous pensez que ces points ont été résolus, vous pouvez retirer ce bandeau et améliorer la mise en forme d'un autre article.
Tout au long de l'histoire du Vietnam, de nombreux noms ont été utilisés en référence au Vietnam.

## Histoire

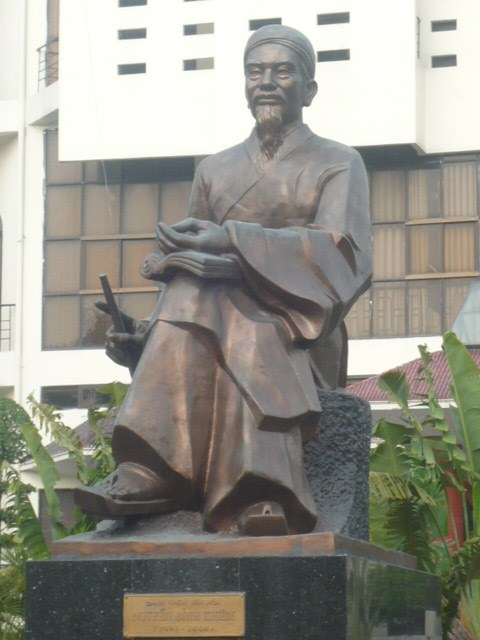
Le mot "Vietnam" aurait été inventé par le poète du XVIe siècle Nguyễn Bỉnh Khiêm.

Tout au long de l'histoire du Vietnam, des noms officiels et officieux ont été utilisés en référence au territoire du Vietnam. Le Vietnam a été appelé Van Lang pendant la dynastie Hùng Vương, Âu Lạc sous le règne du roi An Duong Vuong, Nam Việt pendant la dynastie Triệu, Vạn Xuân pendant la dynastie Lý antérieure, Đại Cồ Việt pendant la dynastie Đinh et la dynastie Lê antérieure. À partir de 1054, le Viêt Nam est appelé Đại Việt (Grand Viêt). Pendant la dynastie des Hồ, le Vietnam s'appelait Đại Ngu.
Le nom Việt Nam est une variante de Nam Việt (Việt du Sud), un nom qui remonte à la dynastie des Triệu (2e siècle avant J.-C., également connu sous le nom de royaume Nanyue). Le mot "Việt" est à l'origine une forme abrégée de Bách Việt, un mot utilisé pour désigner un peuple qui vivait dans ce qui est aujourd'hui la Chine du Sud dans les temps anciens. Le mot "Việt Nam", avec les syllabes dans l'ordre moderne, apparaît pour la première fois au XVIe siècle dans un poème attribué à Nguyên Binh Khiêm. "Annam", dont l'origine est un nom chinois du VIIe siècle, était le nom commun du pays pendant la période coloniale. L'écrivain nationaliste Phan Bội Châu a fait revivre le nom "Việt Nam" au début du XXe siècle. Lorsque des gouvernements communistes et anticommunistes rivaux ont été mis en place en 1945, tous deux l'ont immédiatement adopté comme nom officiel du pays. En français, les deux syllabes sont généralement combinées en un seul mot, "Vietnam". Cependant, "Viet Nam" était autrefois d'usage courant et est toujours utilisé par les Nations unies et par le gouvernement vietnamien.

### Origine duViêt Nam

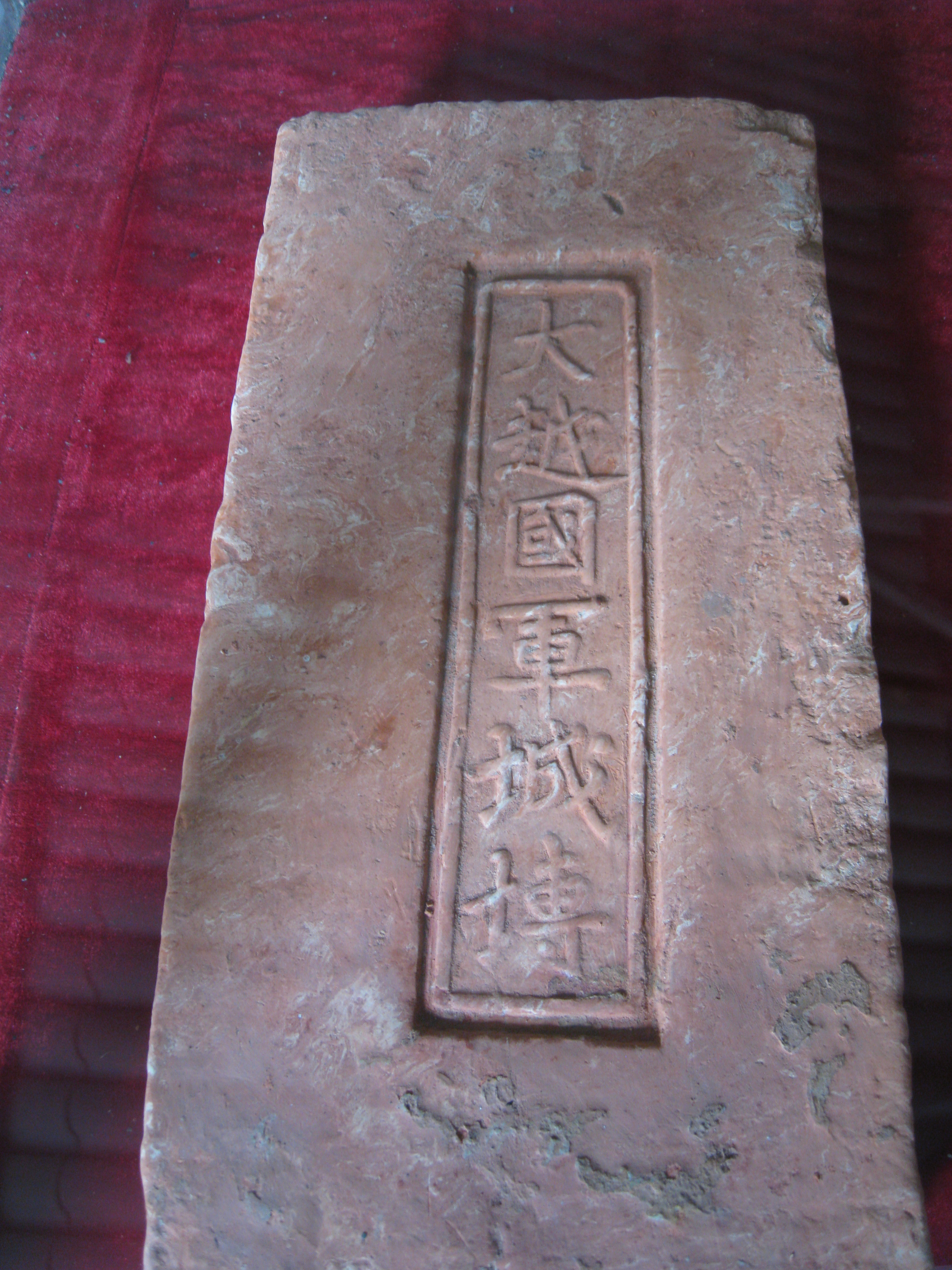
Brique du Xe siècle avec inscription en caractères chinois : "Brique pour construire le grand état Viet".

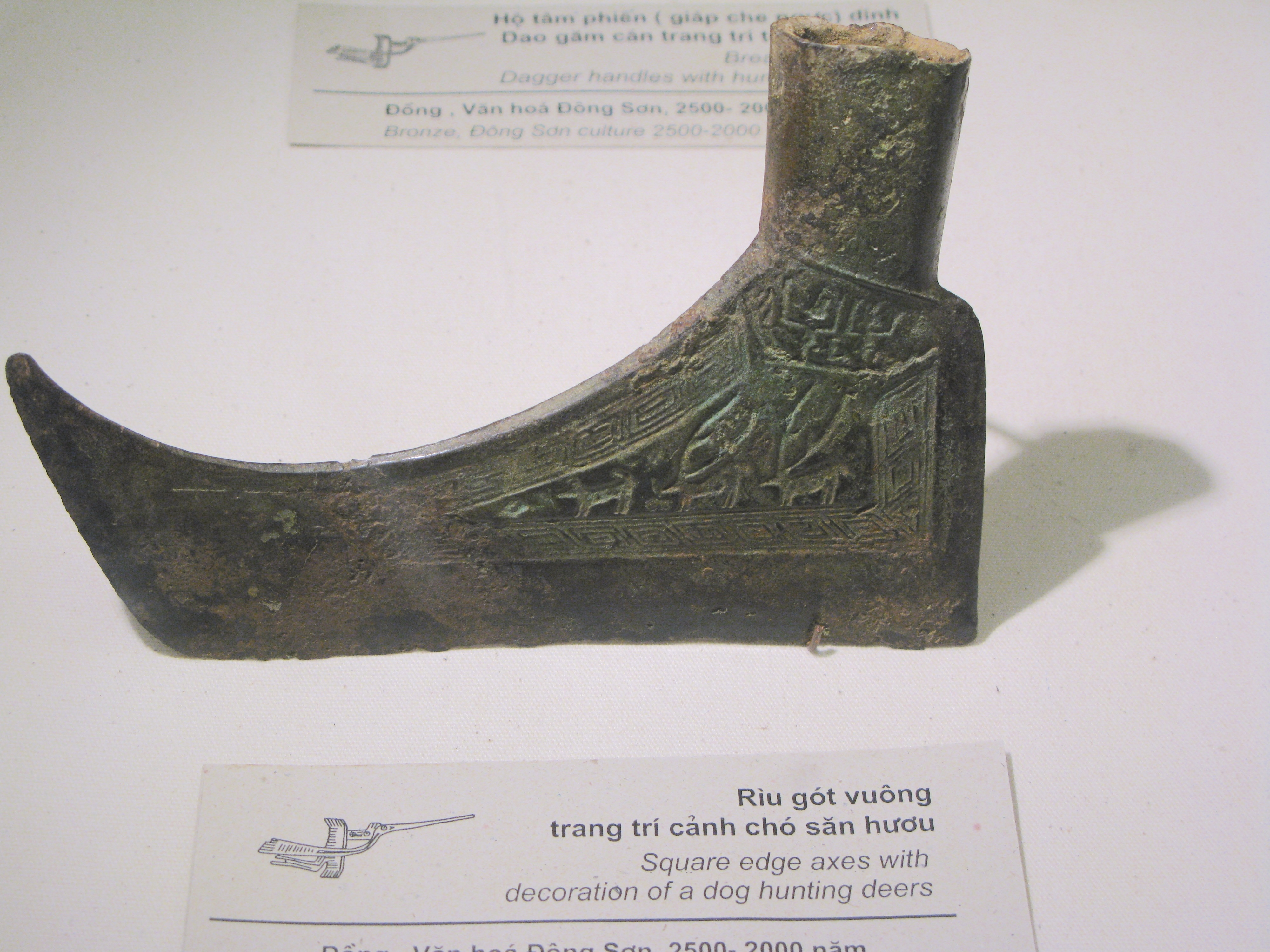
Les spécialistes s'accordent à penser que les exonymes des peuples Yue, Yueh et Viet sont liés à leurs haches notoires. Une hache en bronze provenant du site funéraire de Dong Son, à Thanh Hoa, dans le centre-nord du Vietnam, datée de 500 avant notre ère.

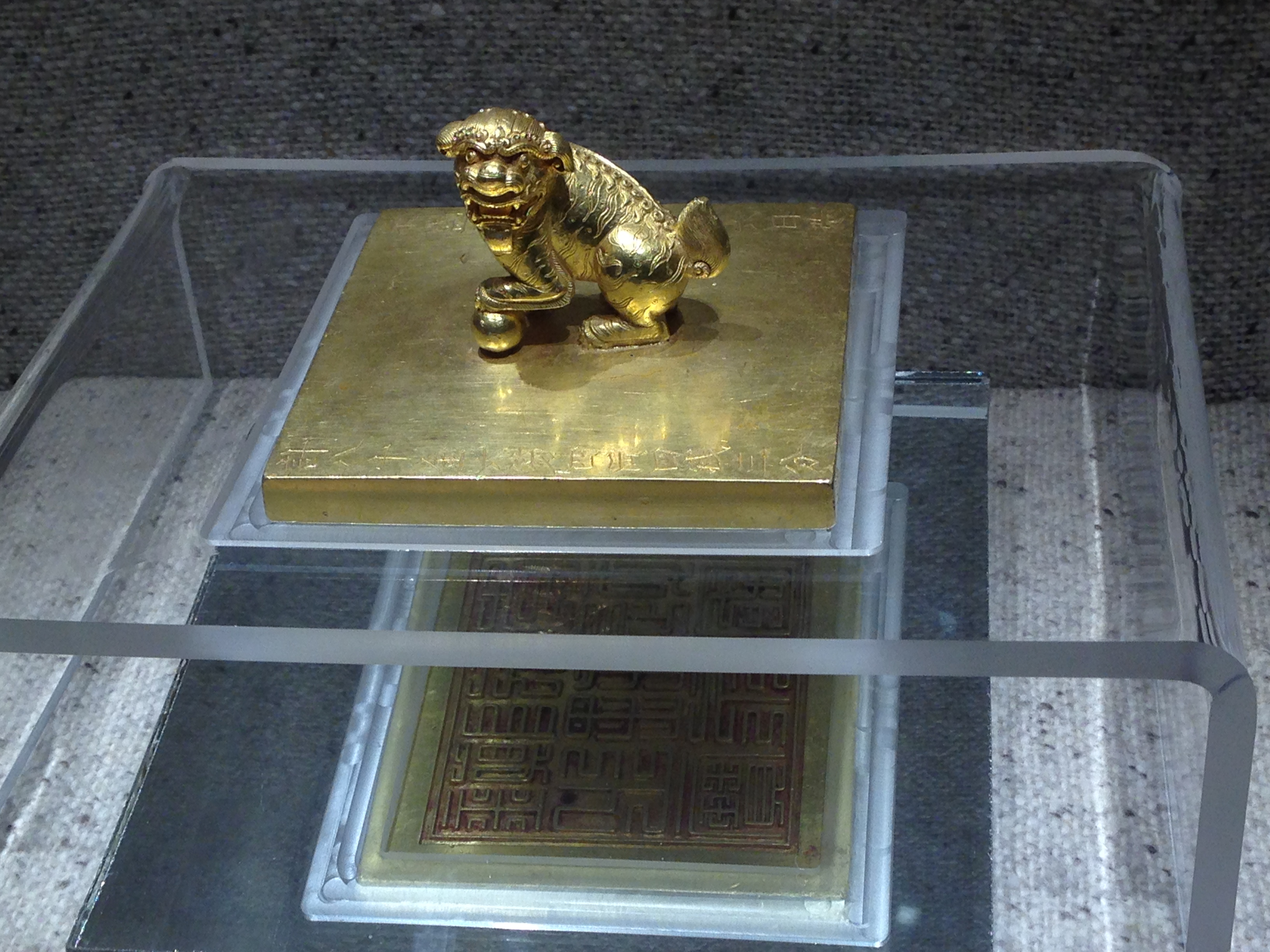
Sceau de courtoisie du seigneur Nguyễn, cadeau de l'empereur Lê Hy Tông, daté de 1709, inscrit en caractères chinois signifiant Đại Việt quốc Nguyễn chúa vĩnh trấn chi bảo.

Le terme "Việt" (chinois : 越 ; pinyin : Yuè ; romanisation du cantonais : Yuht ; Wade-Giles : Yüeh4 ; vietnamien : Việt) en chinois moyen ancien a été écrit pour la première fois en utilisant le logographe " 戉 " pour une hache (un homophone), dans les os oraculaire et des inscriptions en bronze de la fin de la dynastie Shang (vers 1200 av. J.-C.), puis en " 越 ". À cette époque, il désignait un peuple ou un chef au nord-ouest des Shang. Au début du 8e siècle avant J.-C., une tribu sur le Yangtze moyen était appelée les Yangyue, un terme utilisé plus tard pour les peuples plus au sud. Entre le 7e et le 4e siècle avant J.-C., Yue/Việt désignait l'État de Yue dans le bassin inférieur du Yangtsé et son peuple,.
À partir du IIIe siècle av. J.-C., le terme a été utilisé pour les populations non chinoises du sud et du sud-ouest de la Chine et du nord du Vietnam, avec des états ou des groupes particuliers appelés Minyue, Ouyue, Luoyue (vietnamien : Lạc Việt), etc, appelés collectivement les Baiyue (Bách Việt, chinois : 百越 ; pinyin : Bǎiyuè ; romanisation du cantonais : Baak Yuet ; vietnamien : Bách Việt ; "Cent Yue/Viet" ; ). Le terme Baiyue/Bách Việt apparaît pour la première fois dans le livre Lüshi Chunqiu compilé vers 239 av. J.-C.
En 207 av. J.-C., l'ancien général de la dynastie Qin Zhao Tuo/Triệu Đà fonda le royaume Nanyue/Nam Việt (chinois : 南越 ; " Yue/Việt du Sud ") dont la capitale se trouvait à Panyu (Guangzhou actuel). Ce royaume était "méridional" dans le sens où il était situé au sud des autres royaumes Baiyue tels que Mingue et Ouyue, situés dans le Fujian et le Zhejiang actuels. Plusieurs dynasties vietnamiennes ultérieures ont suivi cette nomenclature même après l'absorption de ces peuples plus septentrionaux par la Chine.
En 968, le dirigeant vietnamien Đinh Bộ Lĩnh établit le royaume indépendant de Đại Cồ Việt (大瞿越) (signification possible : "Grand Viet de Gautama", car la transcription en caractère chinois de Gautama   瞿曇 se prononce Cồ Đàm en sino-vietnamien) ; cependant, l'homophone cồ de 瞿, 𡚝 en écriture nom, signifie " grand ") sur l'ancien État Jinghai. En 1054, le roi Lý Thánh Tông abrège le nom du royaume en Đại Việt ("Grand Viet"). Cependant, les noms Giao Chỉ et An Nam étaient toujours les noms les plus connus que les étrangers utilisaient pour désigner l'État de Đại Việt au cours des périodes médiévale et moderne précoce. Par exemple, Caugigu (italien) ; Kafjih-Guh (arabe : كوة ك) ; Koci (malais) ; Cauchy (portugais) ; Cochinchine (anglais) ; Annam (néerlandais, portugais, espagnol et français). En 1787, le politicien américain Thomas Jefferson a désigné le Vietnam sous le nom de Cochinchine dans le but de faire du commerce de riz.
"Sấm Trạng Trình" (Les prophéties du principal diplômé Trình), qui sont attribuées au fonctionnaire et poète vietnamien Nguyên Binh Khiêm (1491-1585), a inversé l'ordre traditionnel des syllabes et mis le nom sous sa forme moderne "Việt Nam" comme dans Việt Nam khởi tổ xây nền "L'ancêtre fondateur du Vietnam pose ses bases" ou Việt Nam khởi tổ gây nên "L'ancêtre fondateur du Vietnam le construit". À cette époque, le pays était divisé entre les seigneurs Trịnh de Hanoï et les seigneurs Nguyễn de Huế. En combinant plusieurs noms existants, Nam Việt, Annam (Sud pacifié), Đại Việt (Grand Việt) et "Nam quốc" (nation du Sud), l'auteur des oracles a créé un nouveau nom qui fait référence à un État unifié auquel on aspire. Le mot "Nam" n'implique plus le Việt du Sud, mais plutôt que le Vietnam est "le Sud" par opposition à la Chine, "le Nord". Ce sentiment était déjà présent dans le premier vers du poème "Nam quốc sơn hà" (1077) : 南國山河南帝居 Nam quốc sơn hà Nam đế cư "Les montagnes et les rivières du pays du Sud où habite l'Empereur du Sud.". Le chercheur Nguyễn Phúc Giác Hải a trouvé le mot 越南 "Việt Nam" sur 12 stèles sculptées aux 16e et 17e siècles, dont une à la pagode Bảo Lâm, à Haiphong (1558). Le seigneur Nguyễn Phúc Chu (1675-1725), lorsqu'il décrit le col de Hải Vân (alors appelé Ải Lĩnh, lit. "Point de selle du col de la montagne"), a utilisé "Việt Nam" comme nom national dans le premier vers de son poème Việt Nam ải hiểm thử sơn điên, qui a été traduit par Núi này ải hiểm đất Việt Nam "Ce col de la montagne est le plus dangereux du Vietnam". Việt Nam a été utilisé comme nom national officiel par l'empereur Gia Long en 1804-1813. Les Vietnamiens ont demandé la permission à la dynastie Qing de changer le nom de leur pays. À l'origine, Gia Long voulait le nom Nam Việt et demandait que son pays soit reconnu comme tel, mais l'empereur Jiaqing refusa car l'ancien État du même nom avait régi un territoire qui faisait partie de la dynastie Qing, et il changea plutôt le nom en Việt Nam,. Le Đại Nam thực lục de Gia Long contient la correspondance diplomatique sur la dénomination. Dans son récit sur la rencontre avec les officiels vietnamiens à Hué le 17 janvier 1832, Edmund Roberts, ambassadeur américain au Vietnam, écrit :
"...Le pays, disent-ils, ne s'appelle pas maintenant Annam, comme autrefois, mais Wietnam (Vietnam), et il est gouverné, non par un roi, mais par un empereur,..."
-- Edmund Roberts
"Trung Quốc" 中國, ou le "pays du milieu", a également été utilisé comme nom pour le Vietnam par Gia Long en 1805,. Minh Mang utilisait le nom "Trung Quốc" 中國 pour appeler le Vietnam. L'empereur vietnamien Minh Mạng sinisa les minorités ethniques comme les Cambodgiens, revendiqua pour le Vietnam l'héritage du confucianisme et de la dynastie chinoise des Han, et utilisa le terme de peuple Han 漢人 pour désigner les Vietnamiens. Minh Mang déclara : "Nous devons espérer que leurs habitudes barbares seront inconsciemment dissipées, et qu'ils seront chaque jour davantage infectés par les coutumes Han [sino-vietnamiennes].". Cette politique était dirigée vers les tribus khmères et les tribus des collines. Le seigneur Nguyen Phuc Chu avait qualifié les Vietnamiens de "peuple Han" en 1712 lorsqu'il faisait la différence entre les Vietnamiens et les Chams ; quant aux Chinois de souche, ils étaient appelés Thanh nhân 清人 ou Đường nhân 唐人.
L'utilisation du "Vietnam" a été relancée à l'époque moderne par des nationalistes, parmi lesquels Phan Bội Châu, dont le livre Việt Nam vong quốc sử (Histoire de la perte du Vietnam) a été publié en 1906. Phan Bội Châu a également fondé Việt Nam Quang Phục Hội (Ligue pour la restauration du Vietnam) en 1912. En 1927, le Parti nationaliste vietnamien (Việt Nam Quốc Dân Đảng ou Việt-Quốc Đảng) était fondé. Cependant, le grand public continua à utiliser Annam et le nom "Vietnam" resta pratiquement inconnu jusqu'à la mutinerie de Yên Bái en 1930, organisée par le Việt Nam Quốc Dân Đảng. Au début des années 1940, l'utilisation du "Việt Nam" était répandue. Il apparaît dans le nom du Việt Nam độc lập đồng minh hội (Việt Minh) de Hô Chi Minh, fondé en 1941, et est même utilisé par le gouverneur de l'Indochine française en 1942. Le nom "Vietnam" est officiel depuis 1945. Il fut adopté en juin par le gouvernement impérial de Bảo Đại à Hué, et en septembre par le gouvernement communiste rival de Hô à Hanoï.

### Autres noms
| Temps                | Nom               | Régime                               |
| -------------------- | ----------------- | ------------------------------------ |
| 2879 - 2524 Av. J.-C | Xích Quỷ 赤鬼     | Dynastie Hồng Bàng- Kinh Dương Vương |
| 2524 – 258 Av. J.-C  | Văn Lang文郎,     | Dynastie Hồng Bàng - Hùng Vương      |
| 257 – 207 Av. J.-C   | Âu Lạc 甌駱, 甌貉 | Thục dynasty – An Duong Vuong        |

| Temps                          | Nom                              | Régime                                                                                          |
| ------------------------------ | -------------------------------- | ----------------------------------------------------------------------------------------------- |
| 204–111 Av. J.-C               | Nam Việt [quốc] 南越             | Triệu dynasty                                                                                   |
| 111 Av. J.-C - 938 1407 - 1427 | Giao Chỉ [quận] 交址, 交阯, 交趾 | Domination chinoise                                                                             |
| 203 – 544 602 – 607            | Giao châu 交州                   | Domination chinoise                                                                             |
| 544–602                        | Vạn Xuân [quốc] 萬春             | Dynastie Lý antérieure                                                                          |
| 679 – 757 766 – 866            | Annam [phủ] 安南                 | Domination chinoise                                                                             |
| 757–766                        | Trấn Nam [phủ] 鎮南              | Domination chinoise                                                                             |
| 866–965                        | Tĩnh Hải [quân] 靜海             | Domination chinoise Dynastie Ngô                                                                |
| 968–1054                       | Đại Cồ Việt [quốc] 大瞿越        | Dynastie des Đinh Dynastie Lê antérieure Dynastie Lý                                            |
| 1054 – 1400 1428 – 1804        | Đại Việt [quốc] 大越             | Dynastie Lý Dynastie Trần Dynastie Hồ Dynastie Lê Dynastie Mạc Dynastie Tây Sơn Dynastie Nguyễn |
| 1400–1407                      | Đại Ngu [quốc] 大虞              | Dynastie Hồ                                                                                     |
| 1804–1839                      | Việt Nam [quốc] 越南             | Dynastie Nguyễn                                                                                 |
| 1839–1945                      | Đại Nam [quốc] 大南              | Dynastie Nguyễn                                                                                 |

2b. Noms officiels depuis 1945

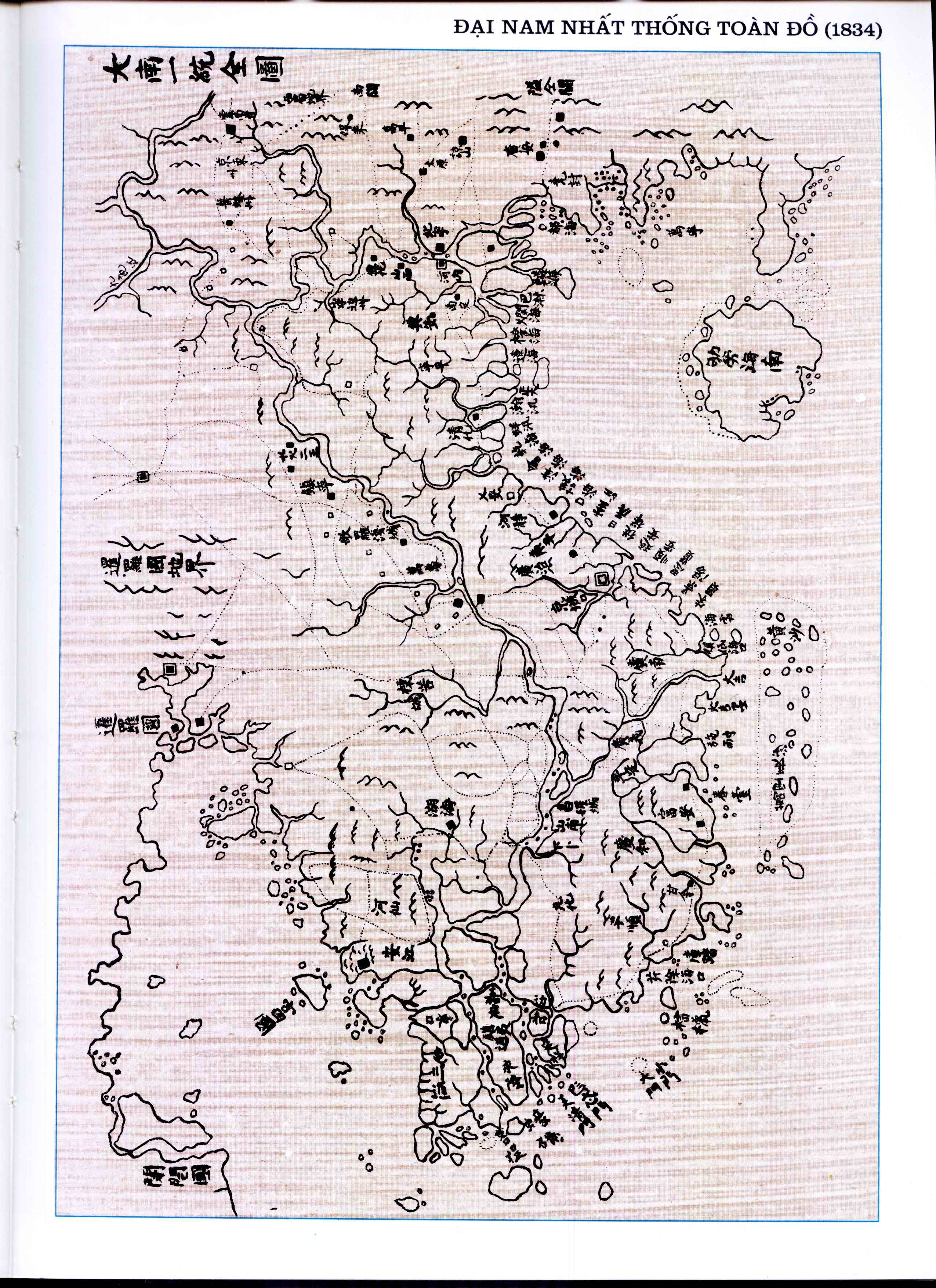
Đại Nam nhất thống toàn đồ (大南ー統全圖 "Carte complète de l'ensemble des Đại Nam-Unis") par la dynastie Nguyễn en 1838.

- Đế quốc Việt Nam (越南帝國, Empire du Vietnam) : 11 mars – 25 août 1945.
- Việt Nam Dân chủ Cộng hòa (越南民主共和國, République démocratique du Vietnam) : 02 septembre 1945 – 18 février 1947, 10 octobre 1954 – 02 juillet 1976.
- Quốc gia Việt Nam (越南國, État du Vietnam) : 27 mai 1948 – 26 octobre 1955.
- Việt Nam Cộng hòa (越南共和國, République du Vietnam) : 26 octobre 1955 – 30 avril 1975.
- Cộng hòa Xã hội chủ nghĩa Việt Nam (越南社會主義共和國, République socialiste du Vietnam) : 02 juillet 1976 à maintenant.

3. Noms non-officiels
- Việt Thường (越常, 越嘗, 越裳國, 越裳氏)[18]: Initialement, le nom d'un peuple et/ou d'une nation au sud de Jiaozhi[19] [note 1]. Đại Việt sử ký toàn thư a affirmé qu'il s'agissait de l'endonyme vietnamien lors de la première présentation de cadeaux au roi Cheng de Zhou [21] [note 2]
- Lĩnh Ngoại (嶺外) : allumé. "Au-delà des frontières" (c'est-à-dire montagnes de Nanling ). Utilisé indifféremment avec Lĩnh Nam (嶺南 ; pinyin : Lǐngnán ; lit. "Sud des Montagnes")[25]. Inclus Guangdong[26],[27], Guangxi[26],[27], Hainan[26],[27], Hong Kong[26] et Macao[26] ainsi que le nord du Vietnam moderne[27].
- Giao Chỉ quận (交趾郡): Nom chinois pour Đại Cồ Việt & Đại Việt
- An Nam quốc (安南國) : Nom chinois du Đại Việt . La base de divers exonymes étrangers pour le Vietnam.
- Nam Việt quốc (南越國) : Proposé par l'empereur Nguyễn Gia Long mais rejeté par l' empereur Qing Jiaqing.
- Đại Nam đế quốc (大南帝國) (1839 – 1945) : Nom diplomatique.
- Empire d'Annam : exonomie française[28].
- Union indochinoise (1887-1945), Fédération indochinoise (1947-1953) ou Liên bang Đông Dương (東洋聯邦).
- Đại Hùng đế quốc (大雄帝國, 30 août 1917 – 11 janvier 1918) : Uniquement pendant le soulèvement de Thaï Nguyên[29] .
- Việt Nam dân quốc (越南民國, 1929? – 1930) : Uniquement pendant la mutinerie de Yên Bái[30].

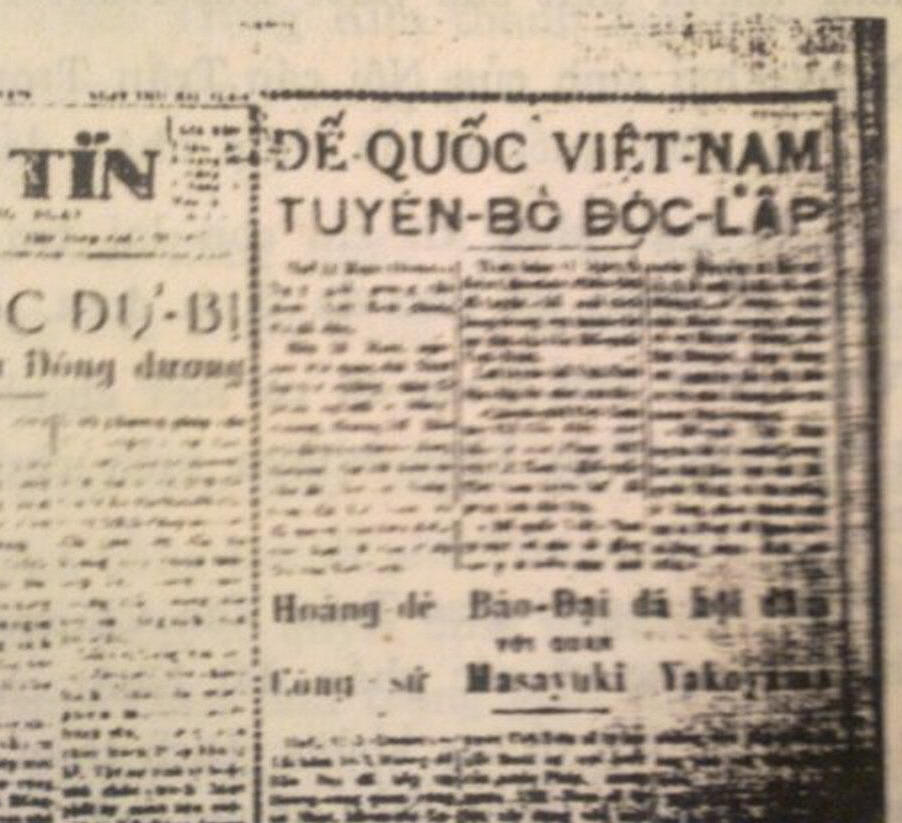
Telegram Dailynews a rapporté « l' indépendance de l'Empire du Vietnam déclarée », le 11 mars 1945.
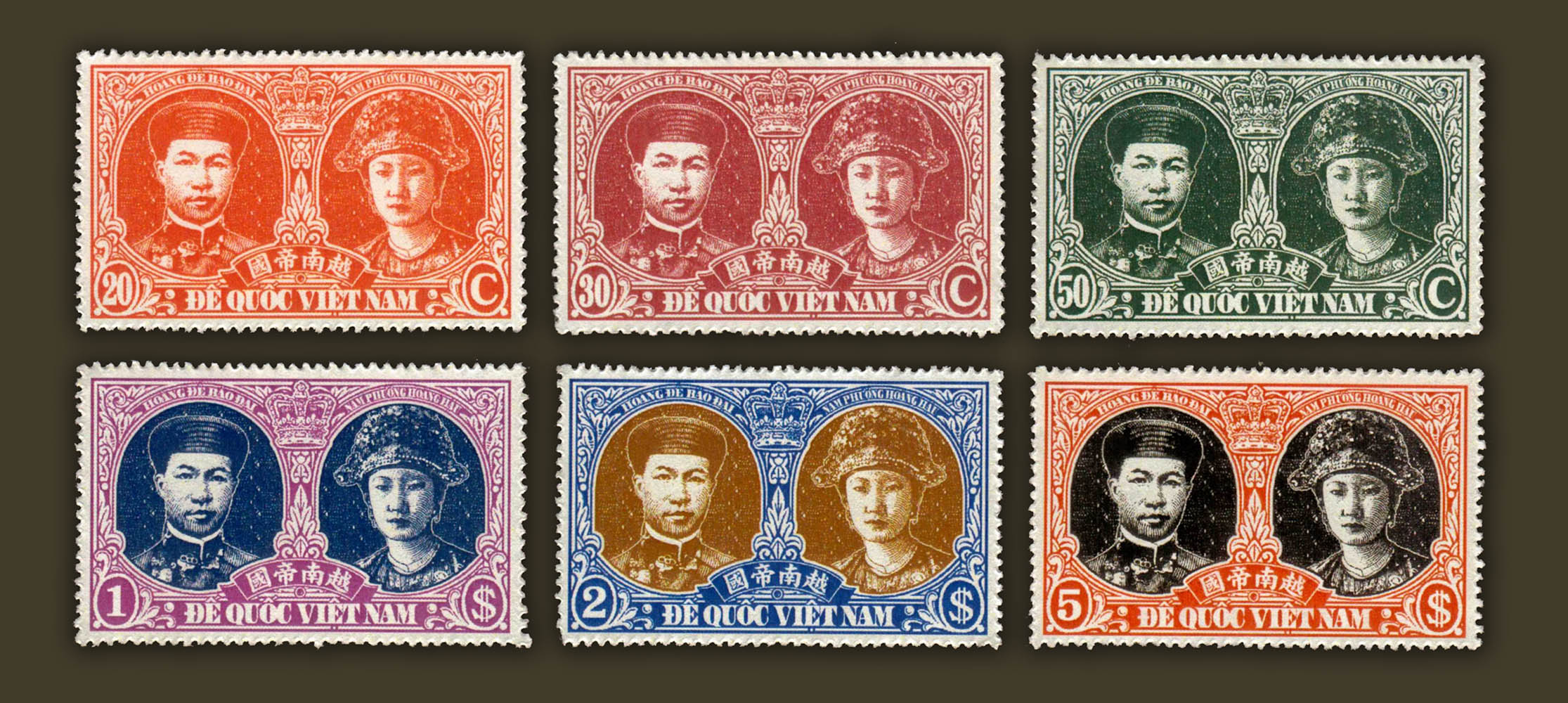
Timbres de l' Empire du Vietnam .
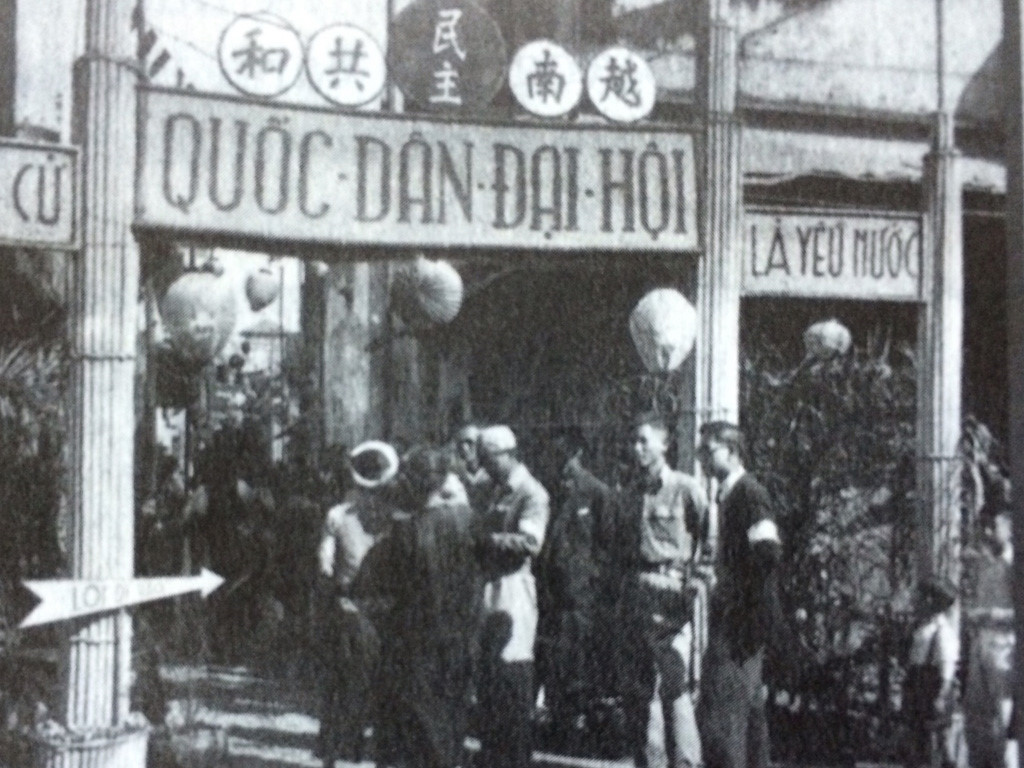
Préparation des élections à l'Assemblée nationale, ruelle Phất Lộc, Hanoï 1946.
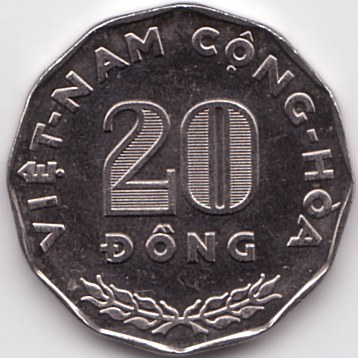
Pièce de monnaie de la République du Vietnam en 1960.
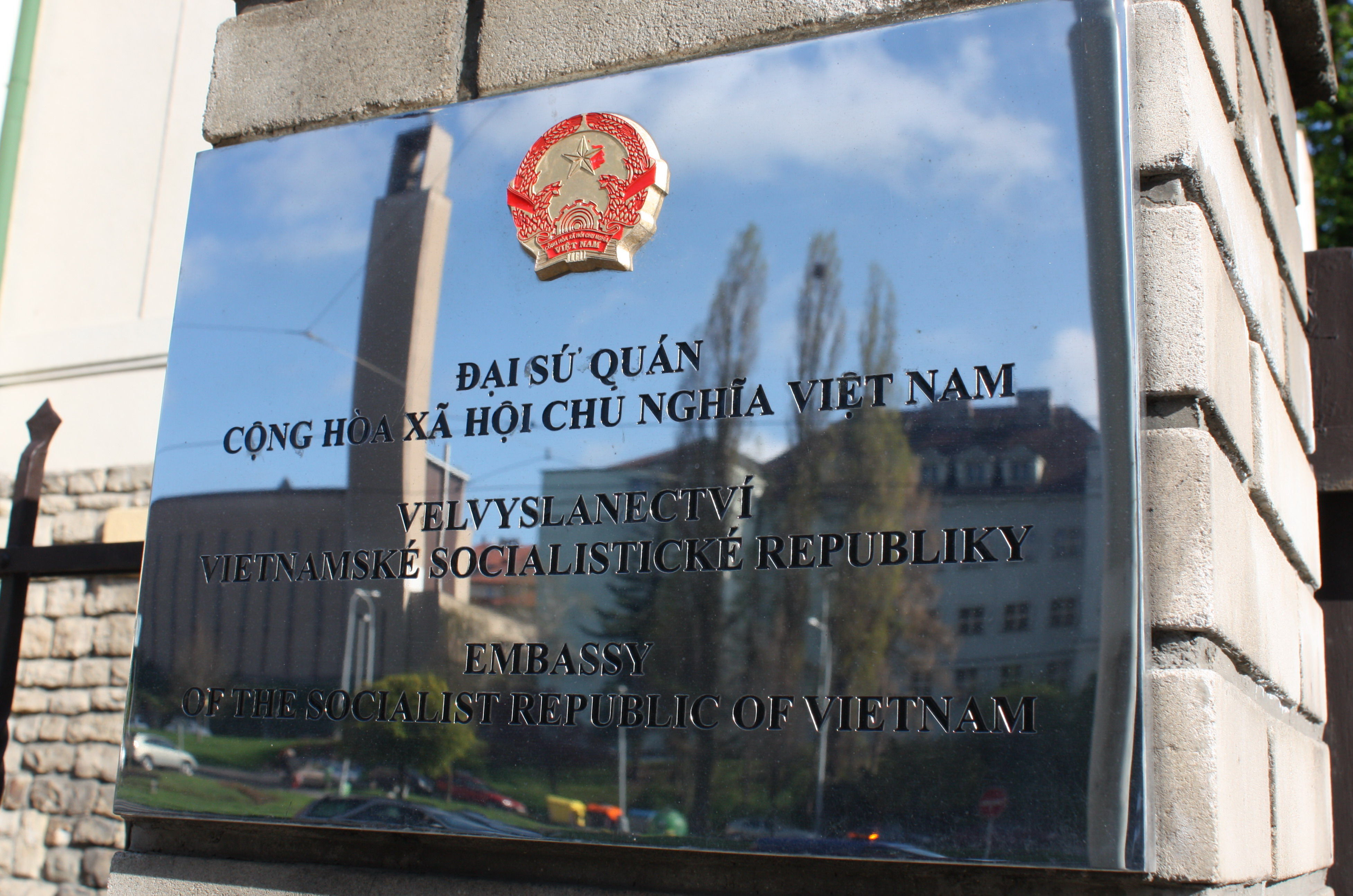
Ambassade du Vietnam à Prague le 25 avril 2012.

- Tonkin, un exonyme historique du nord du Vietnam
- La Cochinchine, un exonyme historique du sud Vietnam
- Indochine française, un nom pour un groupement de trois parties du Vietnam (Tonkin, Annam et Cochinchine), le Cambodge et le Laos en tant que territoires coloniaux français, également connu sous le nom d' Union indochinoise
- Noms de lieux du Vietnam